# Styloceras penninervium
Styloceras penninervium är en buxbomsväxtart som beskrevs av Alwyn Howard Gentry och G. Aymard C. Styloceras penninervium ingår i släktet Styloceras och familjen buxbomsväxter. Inga underarter finns listade i Catalogue of Life.